# Atesta paratasmanica
Atesta paratasmanica är en skalbaggsart som beskrevs av Wang 1993. Atesta paratasmanica ingår i släktet Atesta och familjen långhorningar. Inga underarter finns listade.